# Thecla fortuna
Thecla fortuna är en fjärilsart som beskrevs av Druce 1907. Thecla fortuna ingår i släktet Thecla och familjen juvelvingar. Inga underarter finns listade i Catalogue of Life.